# 유찬 (촉한)
유찬(劉瓚, ? ~ 311년)은 촉한 효회황제(蜀漢 孝懷皇帝) 유선(劉禪)의 사남이다.

## 행적
256년, 신평왕(新平王)으로 봉해졌으며, 263년에는 촉한이 멸망한 후 조위로 투항했다.
311년, 영가의 난을 일으킨 유요와 왕미에 의해 다른 형제들과 함께 피살당했다.